# Drivved

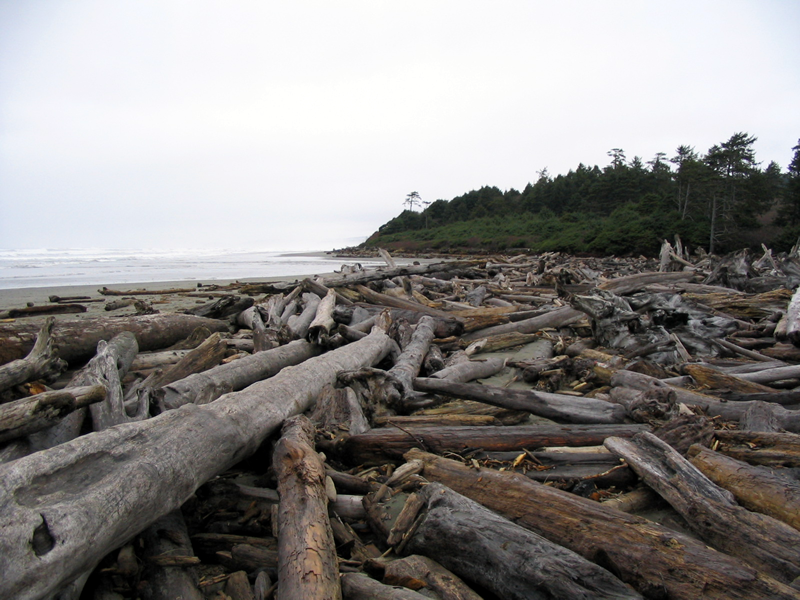
Drivved

Drivved är trä som driver med havsströmmarna eller som flyter i land. I skoglösa trakter är den av stor betydelse såsom bränsle eller material till byggnader, redskap med mera.  Då trästyckena kan ha flutit omkring länge till havs är de ofta rundade och slipade av havet. På grund av sitt utseende används drivved ofta till skulpturer. Ett exempel är den stora installationen Nimis, byggd på en strand i Kullabergs naturreservat.

## Galleri

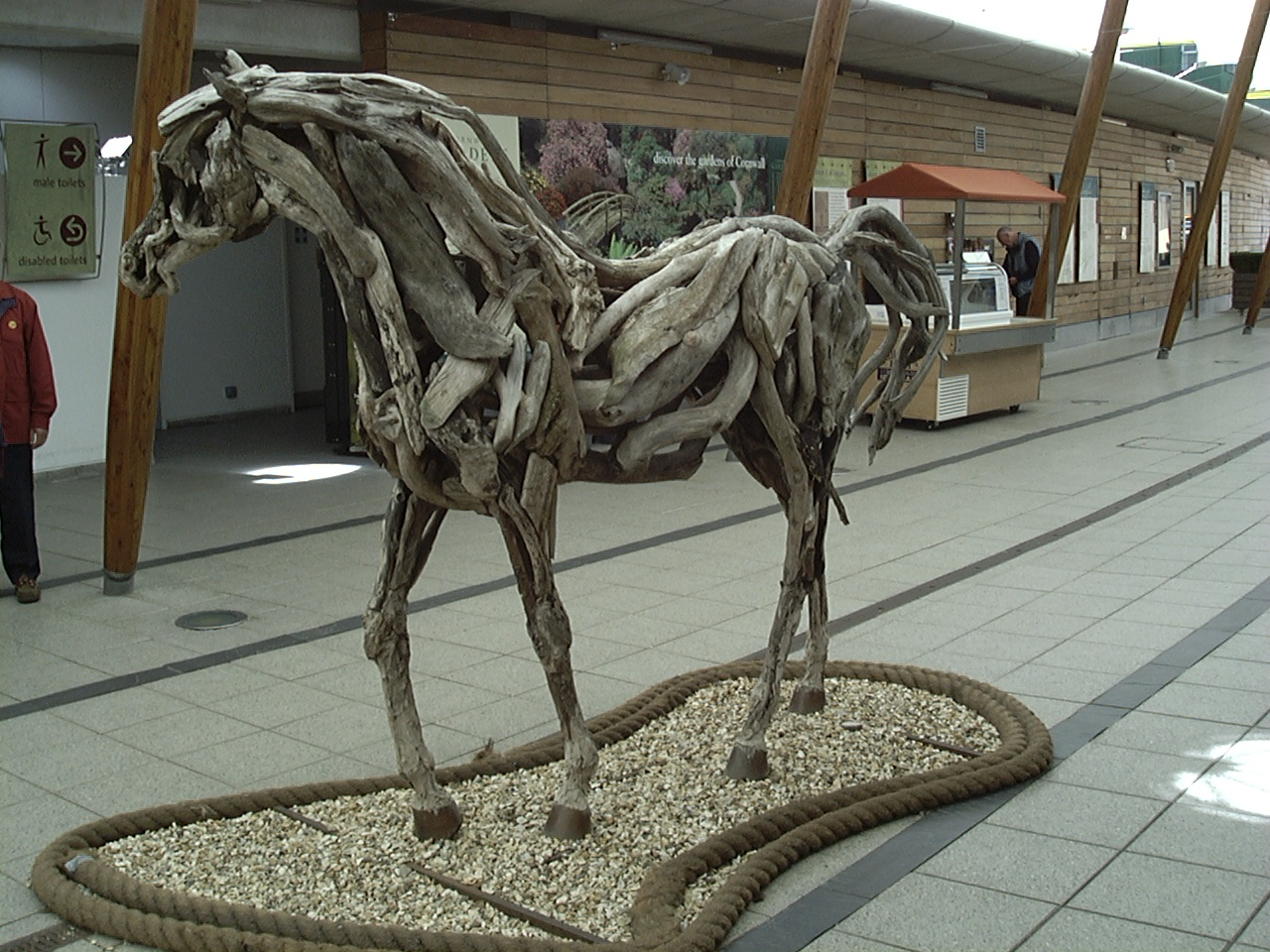
En häst skulpterad av drivved.
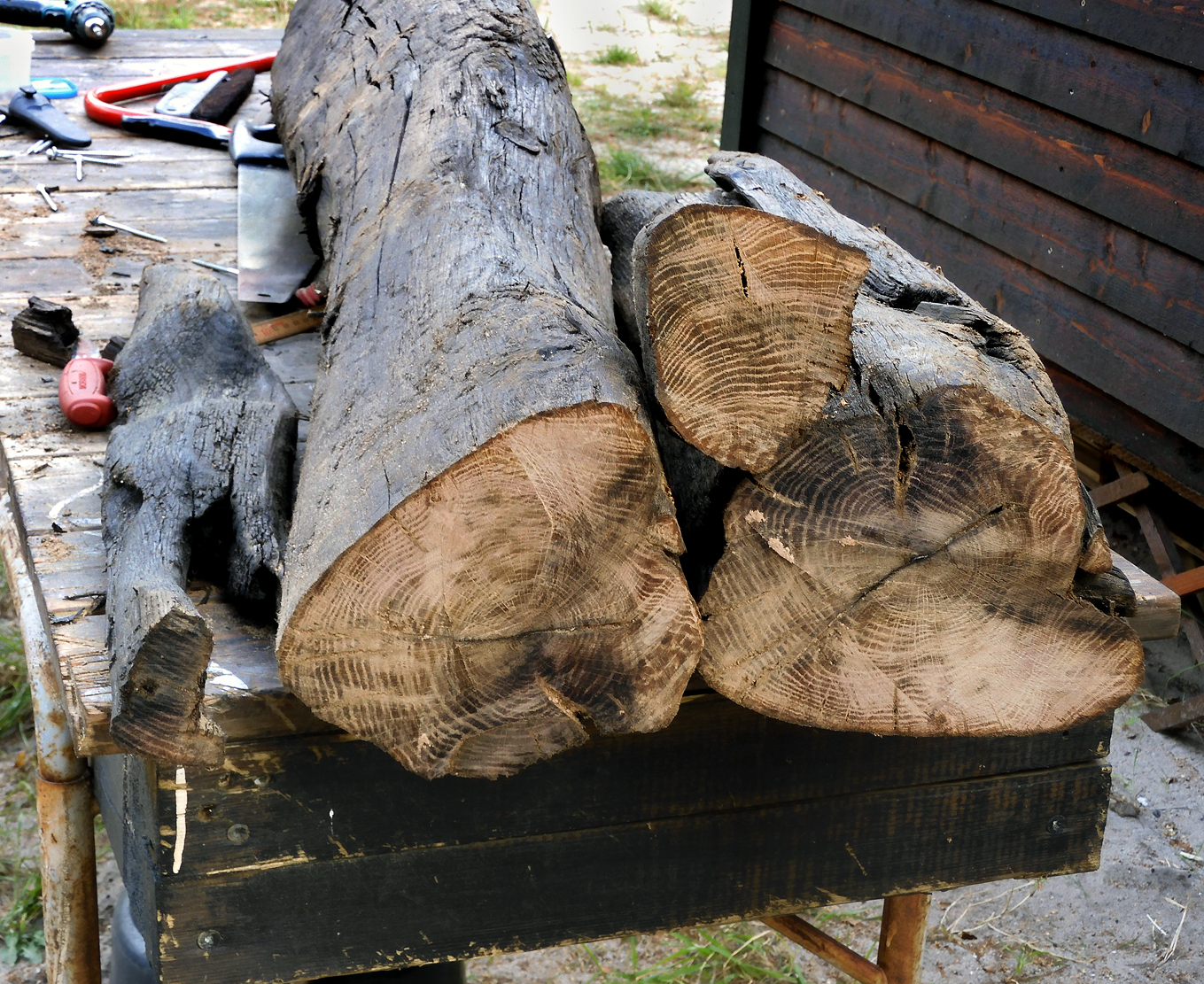
Sågad drivved i ek från ett gammalt fartygsvrak.
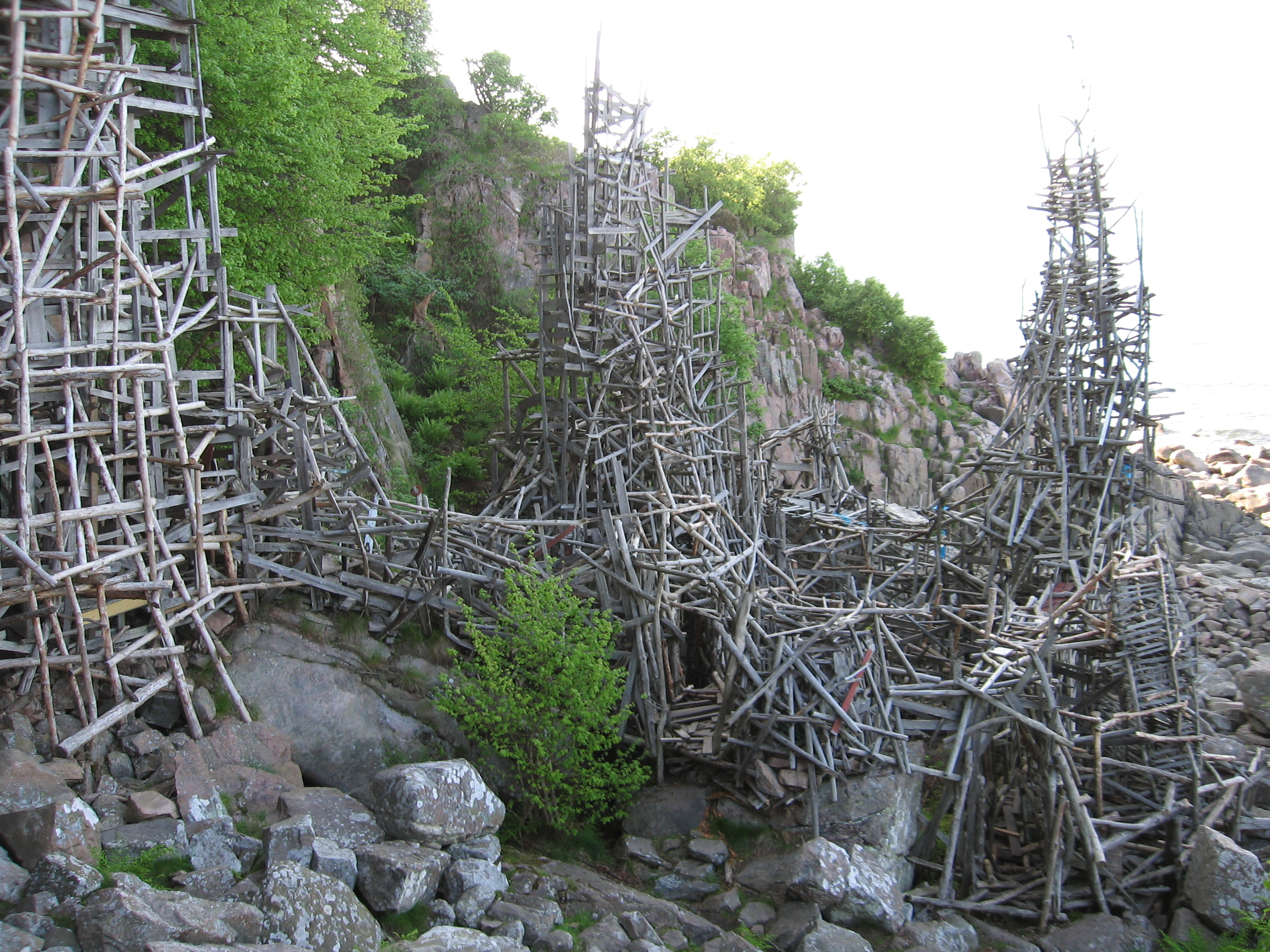
Nimis, ett konstverk byggt till stora delar av drivved.